# Премилленаризм
Премилленаризм в христианской эсхатологии — это вера в то, что пришествие Христа будет предшествовать Тысячелетнему царству, «периоду торжества правды Божьей на земле», в котором Иисус Христос и христиане будут править миром на протяжении 1000 лет. Премилленаризм основан на буквальном толковании 20-й главы Откровений Иоанна Богослова в Новом Завете, в которой упоминается царствование Христа в течение тысячи лет.
Премилленаризм разделяется не всеми христианами. В настоящее время премилленаризм получил распространение в некоторых поздних протестантских деноминациях, в первую очередь среди евангельских христиан (баптисты, адвентисты, пятидесятники, мессианские иудеи и другие конфессии, эсхатология которых испытала влияние диспенсационализма). Католики, православные, англикане, лютеране, как правило, придерживаются амилленаризма и отрицают буквальность тысячелетнего правления Христа, не считая Тысячелетнее царство событием будущего, видя число «тысяча» как символическое и нумерологическое. Амилленаристы полагают, что Христос уже сейчас восседает на троне Давида, и что именно текущий церковный век является царством под предводительством Христа.
Помимо премилленаризма и амилленаризма так же существует постмилленаризм, который рассматривает тысячелетнее правление Христа как происходящее до второго пришествия.

## Терминология
Нынешний религиозный термин «премилленаризм» стал использоваться в середине XIX века, главным образом в работах британских и американских протестантов, что было вызвано их убеждением в том, что французская и американская революции (особенно французская) были исполнением пророчеств, изложенных в книгах Даниила и Иоанна Богослова.
Сторонники амилленаризма интерпретируют тысячелетие как символический период времени, ссылаясь на апокалиптический жанр Книги Откровения, которая содержит много символов, иногда указывая, что под Тысячелетним Царством понимается Божье правление над его творением Церковью. Постмилленаристы так же как и премилленаристы верят в будущее земное царствование Христа, но не согласны с концепцией восхищения и скорби накануне тысячелетия. Постмилленаристы придерживаются мнения, что Второе пришествие произойдёт после Тысячелетнего Царства.

## История
Предшественниками современных премилленаристов можно считать раннехристианского мученика и апологета Иустина Философа и святого Иринея, епископа Лионского, живших и писавших во II веке. Среди других ранних премилленаристов автор «Послания Варнавы» Псевдо-Варнава, один из апостольских мужей Папий Иерапольский, богослов Мефодий Олимпийский, ритор Лактанций, поэт Коммодиан, Тертуллиан, богослов Мелитон Сардийский, святой Ипполит Римский, первый латинский экзегет Викторин Петавский, а также различные группы гностиков и монтанистов. Многие из этих богословов и других людей в ранней церкви верили в премилленаризм, приняв традицию секста-септамилленаризма. Приверженцы секста-септамилленаризма утверждали, что история человечества будет продолжаться 6000 лет, а затем наступит Тысячелетнее Царство, таким образом, вся человеческая история будет в общей сложности продолжаться 7000 лет до нового творения.
Первым явным противником премилленаризма был богослов и гностик Маркион, выступавший против использования Ветхого Завета и большинства книг Нового Завета, которые не были написаны апостолом Павлом. Маркион так радикально трансформировал христианское учение о Боге и Христе, что его трудно было назвать христианином. В результате, в его неортодоксальной системе не нашлось места для Второго пришествия.
На протяжении всего святоотеческого периода, особенно в III веке, нарастала оппозиция премилленаризму. Ориген был первым, кто открыто оспаривал эту доктрину. Применяя аллегорическое толкование он тем самым позиционировал себя как сторонник амилленаризма (разумеется, секста-септамилленаристская традиция сама была основана на аналогичных средствах аллегорической интерпретации). Даже более мягкие формы учения Оригена не оставляли места буквальному пониманию Тысячелетнего Царства, и хотя за ним последовали немногие, но в дальнейшем его влияние получило более широкое признание, особенно в период после Константина.
Дионисий Александрийский выступил против премилленаризма, когда в Александрии стал популярным хилиастический труд египетского епископа Непота Арсинойского. Дионисий, борясь против влияния Непота, написал трактат «Об обетованиях».

## Средневековье и Реформация
Один из Отцов христианской церкви, влиятельнейший в Средние века богослов и проповедник Аврелий Августин (354—430), в своё время разделял взгляды приверженцев секста-септамилленаризма, распространённой в раннем христианстве традиции. В соответствии с этим взглядом Августин разделил историю на два отдельных периода: сначала церковный век (6000 лет), а затем Тысячелетнее Царство (Sermon 259.2). Позже Августин перешёл от премилленаризма к амилленаризму. После этого он стал рассматривать субботний отдых в схеме секста-септамилленаристов как «символическое представление Вечности». Более того, Тысячелетнее Царство, упомянутое в 20-й главе «Откровений Иоанна Богослова», стало для него «символическим представлением нынешнего царствования Христа со святыми». По мнению историка Ричарда Ландеса IV век стал временем значительного сдвига в христианской эсхатологии, в первую очередь решающим моментом в истории взглядов на Тысячелетнее Царство, поскольку в этот период Августин отверг даже точку зрения, которую сам ранее принял. С этого момента Августин посвятил большую часть своей энергии избавлению церкви от этой веры.
Позднее видение Августина заложило эсхатологическую основу для средневекового богословия, которое практически отказалась от премилленаризма. Теологический термин «царство» поддерживал свою эсхатологическую функцию, хотя и не был обязательно футуристическим. Вместо этого он последовательно ссылался на нынешний возраст, чтобы церковь в настоящее время переживала эшатон. Юлиан Толедский (642—690) суммирует средневековую доктрину Тысячелетия, ссылаясь на неё как на «церковь Бога, которая посредством распространения её веры и трудов распространяется как царство веры с момента воплощения до времени предстоящего суда».
Заметное исключение из нормативной средневековой эсхатологии можно найти у цистерцианского монаха Иоахима Флорского (около 1132—1202), родоначальника средневекового хилиазма. Иоахим разделил историю Земли на три периода, назначив каждый возраст конкретному Лицу Троицы в качестве руководящего принципа той эпохи. Первая эра была ветхозаветной историей и соответствовала возрасту Отца; нынешний возраст церкви был эпохой Сына; и в будущем был век Святого Духа. Для Иоахима 1260 год ознаменовал конец второго и начало третьего и последнего «золотого века» истории Земли.
В период Реформации амилленаризм продолжал оставаться популярным среди реформаторов. Лютеране формально отвергали хилиазм в «Аугсбургской исповедании». «Арт. XVII. «О втором пришествии» осуждает анабаптистов и других людей, которые теперь разделяют мнение евреев о том, что до воскресения мертвых благочестивые будут занимать царство мира, нечестивое повсеместно подавляется». Также швейцарский реформатор Генрих Буллингер написал «Второе Гельветское исповедание», в котором говорится: «Мы также отвергаем еврейскую мечту о тысячелетии или золотом веке на земле до последнего суда». Кроме того, Жан Кальвин писал в «Наставление в христианской вере», что тысячелетие — это «вымысел». Англиканская церковь первоначально формализовала заявление против Тысячелетия в «Англиканских статьях». В 41-й англиканской статье, составленной Томасом Кранмером (1553), Тысячелетие описывается как «басня еврейского слабоумия», но в редакции 1563 года фраза была вычеркнута.
Напротив, некоторые анабаптисты, гугеноты и богемские братья были премилленаристами. Испанский теолог-антитринитарий Мигель Сервет учил хилиастическому взгляду, хотя он был осуждён реформаторами как еретик и казнён в Женеве приверженцами Кальвина. Некоторые богословы приняли премилленаризм, например, Джозеф Мид (1586—1638) и, возможно, Хью Латимер (казнён как еретик в 1555 году), но в течение всего периода это не было распространено.

## Современная эра
Премилленаризм пережил настоящее возрождение среди пуритан XVI—XVII веков, таких как Томас Брайтман, Джозеф Мид и другие. В более поздний период, английский богослов Дэниел Уитби (1688—1726), немецкий Иоганн Альбрехт Бенгель (1687—1752) и американский Джонатан Эдвардс (1703—58), не будучи премилленаристами, «подпитывали тысячелетние идеи с новым влиянием в XIX веке». Именно такие авторы пришли к выводу, что упадок Римско-католической Церкви приведёт к тому, что она уступит место изменениям и восстановлению от народа Израиля. Эдвардс учил, что возникнет тип Тысячелетия «1260 лет спустя после 606 года, когда Рим был признан универсальным авторитетом». Его пуританские современники, американцы Инкриз Мэзер и Коттон Мэзер, открыто провозгласили веру в буквальное понимание Тысячелетия.
В период с 1790 года и по середину XIX века премилленаризм был популярен в Великобритании, в основном среди английских евангелистов, но имея приверженцев даже в Англиканской церкви. Историк Томас Маколей заметил это и написал: «Многие христиане верят, что Мессия вскоре установит царство на земле и будет явно господствовать над всеми его обитателями». В XIX веке премилленаризм получил широкое признание в США и Британии, особенно среди ирвингиан, плимутских братьев, христадельфиан, пятидесятнической Церкви Бога и Христианской Израильской церкви. Премилленаризм по-прежнему пользуется популярностью среди евангельских христиан, христианских фундаменталистов и приверженцев Живой Церкви Бога в XX и XXI веках, расширяясь дальше в церкви Азии, Африки и Южной Америки.
Многие традиционные деноминации продолжают выступать против концепции буквального понимания Тысячелетнего Царства. Лютеранская церковь — Миссурийский синод прямо заявляет: «Когда Христос вернётся, будут созданы новые небеса и новая земля» (2 Pet. 3:10-13). Катехизис Католической Церкви в пункте 676 прямо указывает, что Тысячелетнее «может исполниться лишь за ее [истории] пределами через эсхатологический суд», обозначая другие точки зрения как «антихристов обман» и «фальсификацию будущего Царства».
Роберт Уэйлен отметил, что современный премилленаризм «подвергается критике за наивную учёность, которая смешивает поэтичность и вдохновляющую прозу пророчества с предсказаниями», хотя «Премилленаристы возражают, что они просто следуют Слову Божьему, независимо от насмешек». Затем он отмечает, что, тем не менее, «виртуальное богословие, которое окружает премилленаризм, сегодня сильнее и шире распространено, чем в любое время в истории».

## Историзм против диспенсационализма
Современный премилленаризм разделён на две школы.

### Исторический премилленаризм
Исторический или классический премилленаризм, в отличие от диспенсационализма, не видит радикального богословского различия между Израилем и Церковью. Он близок к посттрибулационизму, полагая, что восхищение церкви произойдёт после периода Великой скорби. Исторический премилленаризм поддерживает хилиазм из-за его взгляда на то, что церковь будет восхищена, чтобы встретить Христа на небесах, а затем сопровождать Его на землю и участвовать в Его тысячелетнем правлении. Среди сторонников исторического премилленаризма был Чарльз Гаддон Сперджен (1834—1892), известный английский проповедник и богослов, пастор крупнейшей баптистской церкви Англии, один из наиболее выдающихся представителей гомилетической экзегезы в протестантизме.

### Диспенсационализм
Диспенсациональный премилленаризм (диспенсационализм) в целом утверждает, что Израиль и Церковь — это разные сущности. Он также близок к претрибулационизму, который считает, что Христос вернётся, чтобы принять христиан на небеса посредством восхищения непосредственно перед семилетней великой скорбью. За этим последует дополнительное возвращение Христа со своими святыми (хотя есть диспенсационалисты-посттрибулационисты, такие как профессор Роберт Гандри).
Диспенсационализм прослеживает свои корни в 1830-х годах от англиканского священника Джона Нельсона Дарби (1800—1882), идейного вдохновителя «плимутских братьев». В США диспенсациональный премилленаризм распространялся среди простых верующих в значительной степени через «Справочную Библию Скоуфилда», а на академическом уровне благодаря восьмитомному труду известного богослова Льюиса Сперри Чафера Systematic Theology. Во второй половине XX века диспенсационализм популяризировался благодаря бестселлеру 1970-х годов евангелиста и христианского сиониста Хэла Линдси «Бывшая великая планета Земля» и циклу из 16 романов-бестселлеров о Конце света Тима ЛаХэя и Джерри Дженкинса «Оставленные» (1995—2007). Популярными сторонниками диспенсационального премилленаризма были пастор и радиоведущий Джон Ф. Макартур, редактор Фил Джонсон, священник и телеведущий Рэй Комфорт, телевангелист и консервативный активист Джерри Фалуэлл, профессор Чарльз Колдуэлл Рири, радиоведущий Тодд Фриэл, теолог Дуайт Пентекост, пастор и богослов Джон Уолворд и профессор Чарльз Л. Фейнберг. Доктор теологии Крейг Блейзинг и профессор Даррелл Бок разработали прогрессивный диспенсационализм, популярность которого растёт. Блейзинг и Бок считают, что в настоящее время существует аспект эсхатологического царства, но необходимо дождаться полного воплощения Тысячелетнего Царства.

### Работы с амилленаристской или постмилленаристской точкой зрения
- Bahnsen, Greg L.[англ.]. Victory in Jesus: The Bright Hope of Postmillennialism. — Texarkana, AR: Covenant Media Press, 1999. — ISBN 0-9678317-1-7.
- Beale, G. K.[англ.]. The Book of Revelation: A Commentary on the Greek Text. — Grand Rapids: Eerdmans, 1998. — (New International Commentary on the Greek Testament). — ISBN 0-8028-2174-X.
- Bloesch, Donald G.[англ.]. The Last Things: Resurrection, Judgment, Glory. — Westmont, IL: Inter-Varsity Press, 2004. — (Christian Foundations, 7). — ISBN 0-8308-1417-5.
- Boettner, Loraine[англ.]. The Millennium. — P&R Publishing, 1990. — ISBN 0-87552-113-4.
- Davis, John Jefferson[англ.]. The Victory of Christ's Kingdom: An Introduction to Postmillennialism. — Moscow, ID: Canon Press, 1996. — ISBN 978-1885767226.
- DeMar, Gary[англ.]. Last Days Madness: Obsession of the Modern Church. — Power Springs, GA: American Vision, 1999. — ISBN 0-915815-35-4.
- Gentry, Kenneth L.[англ.]. He Shall Have Dominion: A Postmillennial Eschatology. — Tyler, TX: Institute For Christian Economics, 1992.
- Gentry, Kenneth L. Thine is the Kingdom: A Study of the Postmillennial Hope. — Vallecito, CA: Chalcedon Foundation, 2003.
- Hill, Charles E. Regnum Caelorum: Patterns of Millennial Thought in Early Christianity. — Wm. B. Eerdmans Publishing Company, 2001.
- Hoekema, Anthony A. The Bible and the Future. — Grand Rapids: Eerdmans, 1994. — ISBN 0-8028-0851-4.
- Hughes, James A. Revelation 20:4-6 and the Question of the Millennium // Westminster Theological Journal[англ.]. — 1973. — Т. 35. — С. 281-302.
- Mathison, Keith A. Postmillennialism. An Eschatology of Hope. — Philipsburg, NJ: P&R Publishing, 1999. — ISBN 0-87552-389-7.
- Murray, Iain[англ.]. The Puritan Hope: A Study in Revival and the Interpretation of Prophecy. — London, UK: Banner of Truth Trust, 1971.
- Riddlebarger, Kim. A Case for Amillennialism: Understanding the End Times. — Grand Rapids: Baker Books, 2003.
- Sproul, R. C. The Last Days According to Jesus. — Grand Rapids, MI: Baker Books, 1998. — ISBN 0-8010-1171-X.

### Работы с премилленаристской точкой зрения
- Chares, R. H. The Revelation of St. John. International Critical Commentary[англ.]. 2 Vols. Edinburgh: T&T Clark, 1920. See volume 2, pages 182-86 in particular.
- Deere, Jack S.[англ.]. “Premillennialism in Revelation 20:4-6,” Bibliotheca Sacra 135. (January 1978): 58-74.
- Ladd, George Eldon. A Commentary on the Revelation of John. Grand Rapids: Eerdmans, 1972. ISBN 0-8028-1684-3.
- Ladd, George Eldon. The Last Things. Grand Rapids: Eerdmans, 1988. ISBN 0-8028-1727-0.
- Osbourne, Grant R. Revelation. Baker Exegetical Commentary on the New Testament. Grand Rapids: Baker Academic, 2002. ISBN 0-8010-2299-1.
- Peters, G.N.H. The Theocratic Kingdom. 3 Vols. Grand Rapids: Kregel, 1952. ISBN 0-8254-3540-4.
- Ryrie, Charles C. The Basis of the Premillennial Faith. Neptune, NJ: Loizeaux Brothers, 1953. ISBN 1-59387-011-6.
- Walvoord, John F.[англ.]. The Millennial Kingdom. Grand Rapids: Zondervan, 1959. ISBN 0-310-34090-X.

### Работы с несколькими точками зрения
- Aune, David A. Revelation Word Biblical Commentary. 3 vols. Waco, TX: Word Books, 1997.
- Bailey, J. W. “The Temporary Messianic Reign in the Literature of Early Judaism,” Journal of Biblical Literature[англ.]. (1934), 170.
- The Meaning of the Millennium: Four Views. Edited by Clouse, Robert G.. Westmont, IL: Inter-Varsity, 1977. ISBN 0-87784-794-0.
- Revelation: Four Views: A Parallel Commentary. Edited by Steve Greg. Waco, TX: Word Books, 1997. ISBN 0-8407-2128-5.

### Работы по истории эсхатологии
- Daley, Brian E. The Hope of the Early Church: A Handbook of Patristic Eschatology, Cambridge: Cambridge University Press, 2003. ISBN 1-56563-737-2.
- Mühling, Markus, "Grundwissen Eschatologie. Systematische Theologie aus der Perspektive der Hoffnung", Göttingen: Vandenhoeck & Ruprecht, 2005. ISBN 978-3-8252-2918-4, 209–214.
- Froom, Le Roy Edwin[англ.]. Prophetic Faith of Our Fathers. The Historical Development of Prophetic Interpretation Архивная копия от 5 февраля 2012 на Wayback Machine. 4 Vols. Review and Herald, 1946–54. ASIN B0006AR2YQ.
- Hill, Charles F. Regnum Caelorum: Patterns of Millennial Thought in Early Christianity. Grand Rapids: Eerdmans, 2001. ISBN 0-8028-4634-3.